# الجولة والعسل
الجولة والعسل؛ هي أكلة تقليدية، لها أسماء كثيرة منها: الهفوس، والمهفوسة، وشوب شواب وجولة منجورة.

## مكوناتها
مكونات الجولة والعسل هي:
- الجولة: نوع من الخبز العماني.
- الدبس : عسل النخيل.
- السمن والثوم.

## كيفية تحضيرها
تحضر الجولة والعسل كالآتي:
تهرس الجولة.
يضاف إليها أحيانا الثوم المهروس والفلفل الأسود.

## طريقة تقديمها
تقدم الجولة والعسل في العادة للنفساء وقد تقدم في أيام الشتاء للفطور أو العشاء، ويمكن استعمال السكر بدل الدبس في تحضير الجولة والعسل.

## الوصلات الخارجية
- "الجولة بالعسل أو المهفوسة " من الأكلات العمانية الشتوية
- "جولة وعسل" يقدم لزبائنه مختلف أنواع المأكولات العمانية